# Lagoa de Óbidos
A Lagoa de Óbidos localiza-se nos concelhos de Caldas da Rainha e Óbidos, na região do  Oeste de Portugal. 
Situa-se numa depressão pouco profunda, de contornos irregulares e muito instáveis junto ao mar, cuja barreira natural de separação do ambiente marinho é formada por um cordão de dunas litorais.
A sua ligação ao mar é feita através de um canal de largura e posicionamento variável, localmente designado por "aberta". Por vezes, este local de transição fecha, sendo necessário recorrer a intervenções com o objectivo de manter a barra aberta.
É um sistema lagunar de enorme importância ecológica.
A Lagoa de Óbidos é o sistema lagunar costeiro mais extenso da costa Portuguesa. Possui uma área total aproximada de 6.9 km2 e uma profundidade média de dois metros, com cotas que vão desde o meio metro aos cinco metros.
Estende-se para montante essencialmente por dois canais, para Oeste pelo Braço do Bom Sucesso, e para Este pelo Braço da Barrosa.
A Lagoa de Óbidos faz fronteira terrestre com o concelho das Caldas da Rainha a Norte (freguesias da Foz do Arelho e Nadadouro) e com o concelho de Óbidos a Sul (freguesias de Vau e Santa Maria).
Do lado do Sul encontra-se a Poça do Vau e do lado Oeste está ligada à Poça das Ferrarias. Apresenta um comprimento máximo de 6 km e uma largura que oscila entre 1 e 1,5 km, com uma orientação preferencial NW-SW. No entanto, esta configuração tende a oscilar consideravelmente, sendo uma consequência directa dos sedimentos empurrados pelo mar para o interior da lagoa.
De uma forma natural, a Lagoa de Óbidos, tal como as lagoas costeiras, a médio ou longo prazo, transformar-se-iam em pântanos se o seu regime sedimentar se mantivesse. No entanto, a intervenção humana acelera o processo de assoreamento através das constantes alterações que provoca nas bacias hidrográficas que conduzem a uma maior produção de sedimento. Por outro lado, a população tenta inverter a situação ao intervir através de dragagens efectuadas com o objectivo de aumentar a profundidade do sistema, prolongando, deste modo, a vida destes meios aquáticos.
Segundo relatos antigos, a Lagoa era muito mais extensa, alcançando o sopé da colina onde hoje se ergue a Vila de Óbidos, banhando os muros do castelo do lado Poente.

## Fauna e Avifauna na Lagoa de Óbidos
A sua fauna é constituída por espécies piscícolas como o robalo, o linguado, a solha, o rodovalho, a dourada, a choupa, a tainha, e ainda outras espécies como a amêijoa, o berbigão, o mexilhão, o camarão, o polvo, a enguia, e o caranguejo verde, entre outros.
A comunidade avifaunística é o grupo que, ao nível da fauna, representa o papel ecológico mais relevante no ecossistema. Foram identificadas espécies, entre outras, a garça real, pato-real, ostraceiro, perna longa, maçarico real, garajau, garça boieira, garça-branca-pequena, gaivinha de bico preto.

## Apanha de Moluscos Bivalves
A pesca e a apanha de molusco constituem as principais actividades económicas relacionadas com a Lagoa de Óbidos e, como tal, encontram-se inteiramente dependentes deste meio lagunar. A actividade piscatória, embora menos relevante que outrora, apresenta importância como vector económico desta região. A apanha de moluscos bivalves continua a merecer um lugar de destaque na economia das populações locais de mariscadores.

## A Bateira
A Bateira é o barco típico utilizado quer pelos pescadores, quer pelos mariscadores, na Lagoa de Óbidos.
São caracterizadas por serem embarcações de convés aberto. Antigamente eram muito utilizadas para a apanha de limo. Actualmente as bateiras já podem ter dois motores (operam a gasolina) um principal e outro auxiliar que pode ser utilizado em caso de avaria. Para manutenção das bateiras, o que acontece de dois em dois anos, as bateiras são imersas em água quando estas se encontram ressequidas, para depois serem pintadas.

## As Embarcações a Pedal
Durante a época balnear, junto ao cais da Foz do Arelho, podem ser alugadas embarcações a pedal para passear pela Lagoa de Óbidos, vulgarmente conhecidas como “gaivotas”.

## Actividades Lúdicas
Na Lagoa de Óbidos são praticadas as seguintes actividades aquáticas desportivas ao longo de todo o ano, nomeadamente: Vela; Windsurf; Canoagem; Remo; Kiteboard; Jetski, Ski náutico e Stand Up Paddle.

## Plano de Marketing e Promoção da Lagoa de Óbidos e Costa Marítima Obidense
1.  Sumário Executivo
O Plano de Marketing e Promoção da Lagoa de Óbidos e Costa Marítima Obidense corresponde a um instrumento de cariz operativo que tem por finalidade orientar as estratégias desta região, de forma a obter-se maior eficiência e eficácia nas atividades desenvolvidas pelos atuais e potenciais “utilizadores” do território.
O Plano de Marketing e Promoção da Lagoa de Óbidos e Costa Marítima Obidense compreende três grandes fases:
- Fase 1. Diagnóstico Territorial: análise sistemática das características económicas/demográficas, seguida de uma enumeração dos pontos fortes e fracos da região, com identificação das oportunidades e ameaças, fornecendo, assim, a base para a definição de uma estratégia futura para a zona de intervenção.
- Fase 2. Estratégia de Marketing e Promoção da Lagoa de Óbidos e Costa Marítima Obidense: identificação e escolha das estratégias de marketing territorial para alcançar as metas propostas. Esta fase consiste em propor um posicionamento futuro do “produto”, face aos segmentos alvo que se pretendem atingir.
- Fase 3. Desenvolvimento do Plano de Marketing e Promoção da Lagoa de Óbidos e Costa Marítima Obidense: depois de definida a estratégia de marketing e quais as táticas para cada variável do marketing mix, são elaborados planos de ação, onde está definido o enquadramento das ações face à estratégia delineada, os objetivos que se pretendem atingir com essa ação, as atividades, o responsável pela ação, assim como os restantes intervenientes. Cada ação tem uma ficha de projeto associada com descritivo das atividades e outros elementos que permitam apoiar a sua execução agilizando a implementação do plano de marketing.

Nesta fase do trabalho foi definido o marketing mix do Plano de Marketing, o qual envolveu a realização de um conjunto de ações e sub-ações.
Apresentam-se a seguir as ações a desenvolver:
|     | AÇÃO / SUB-AÇÃO                                                                                |
| 1   | Branding: comunicação integrada da Lagoa de Óbidos e Costa Marítima Obidense                   |
| 2   | Certificação dos Produtos: certificar os produtos da Lagoa de Óbidos e Costa Marítima Obidense |
| 3   | InvestOeste                                                                                    |
| 3.1 | Serviço InvestOeste                                                                            |
| 3.2 | Gabinete de Comunicação e Promoção da Lagoa de Óbidos e Costa Marítima Obidense                |
| 4   | Comunicação Digital                                                                            |
| 4.1 | Website                                                                                        |
| 4.2 | Aplicação APP para telemóveis e tablets                                                        |
| 5   | Pacotes Turísticos para a Lagoa de Óbidos e Costa Marítima Obidense                            |
| 6   | Programa de Formação dos Recursos Humanos                                                      |
| 7   | Campanha de marketing                                                                          |

As ações descritas pretendem dar resposta à implementação dos objetivos estratégicos.